# Crimen de la Guardia Urbana
El crimen de la Guardia Urbana es el nombre con el que se conoce el asesinato de Pedro Rodríguez, un agente de la Guardia Urbana de Barcelona de 38 años cuyo cadáver carbonizado fue encontrado el 4 de mayo de 2017 en un coche calcinado cerca del pantano de Foix.
El juicio con jurado popular arrancó el 3 de febrero de 2020. La pareja de la víctima, Rosa María Peral Viñuela (Badalona, 24 de octubre de 1983), y su amante, Albert López Ferrer (Badalona, 20 de junio de 1981), ambos también agentes de la Guardia Urbana barcelonesa, estaban acusados de haber matado en casa a Rodríguez la madrugada del 1 de mayo de 2017 y de, al día siguiente, haber escondido el cadáver en el maletero de su coche y haberlo llevado hasta el pantano de Foix, donde lo habían quemado.
Los tres miembros del triángulo amoroso habían protagonizado los principales escándalos del cuerpo de la Guardia Urbana de Barcelona en los meses anteriores al crimen, puesto que Peral había denunciado haber sido víctima de un caso de pornovenganza por parte de un subinspector del cuerpo que fue procesado por la supuesta difusión de una foto íntima de la agente y que acabó siendo absuelto en enero de 2018 por el Juzgado de lo Penal 17 de Barcelona. Asimismo, López había participado, en 2014, en la detención en Montjuic de un hombre que acabó muriendo en el proceso. Finalmente, en el momento de los hechos, la víctima estaba suspendida de empleo por haber agredido a un motorista en la carretera de la Rabassada.
En el juicio, los dos acusados se acusaron mutuamente. Peral acusaba a López de haber matado a su novio por celos. López acusaba a Peral de haberlo matado porque la había agredido y, posteriormente, pedirle ayuda para deshacerse del cadáver. La fiscalía apuntaba a que los dos asesinaron a Rodríguez a través de un plan premeditado. Ambos habían sido novios y pretendían retomar la relación deshaciéndose de la pareja actual de ella. Se solicitaron 20 años de cárcel para López y 25 para Peral por asesinato con alevosía y, en el caso de ella, con el agravante de parentesco.
A finales de marzo de 2020, tras seis días de deliberaciones, ocho de los diez miembros del jurado popular consideraron a Peral culpable, y siete de los diez miembros a López, del asesinato con alevosía de Pedro Rodríguez. Peral y López fueron condenados a 25 y 20 años de cárcel respectivamente. Además, ambos condenados debían indemnizar a la familia de la víctima con 880 000 euros. De todo este dinero, Rosa Peral ha pagado 1.655 euros, mientras que Albert López ha pagado 20 euros. Aunque el delito es el mismo para ambos acusados, a la causa de Peral se añaden cinco años más por el agravante de parentesco. Los condenados recurrieron la sentencia sin éxito: tanto el Tribunal Superior de Justicia de Cataluña como el Tribunal Supremo la ratificaron.

## En la cultura
El caso fue abordado en El crimen de la Guardia Urbana, una docuserie de cuatro capítulos estrenada en enero de 2022, que era una versión doblada al castellano del programa emitido por TV3 Crims, de Carles Porta, sobre varios de los crímenes que más habían impactado a la opinión pública en los últimos años.
En septiembre de 2022, se anunció que por primera vez se crearía una miniserie inspirada en el hecho: El cuerpo en llamas. Los protagonistas serían los actores Úrsula Corberó y Quim Gutiérrez, acompañados por José Manuel Poga e Isak Ferriz. La ficción se empezó a rodar el 19 de septiembre de 2022 en Barcelona y se estrenó el 8 de septiembre de 2023 en Netflix.